# Федосьинская волость
Федосьинская волость — волость в составе Коломенского уезда Московской губернии Российской империи и РСФСР. Существовала до 1929 года. Центром волости было село Федосьино.

## История
По данным 1922 года в Федосьинской волости было 8 сельсоветов: Борисовский, Дубненский, Жуковский, Лыковский, Павлеевский, Подберезниковский, Субботовский и Федосьинский.
В 1926 году образован Богдановский с/с (выделен из Дубненского с/с).
В ходе реформы административно-территориального деления СССР в 1929 году Федосьинская волость была упразднена.

## Состав
- Богдановка (Богдановское)
- Борисовское
- Горбово
- Дубки
- Жуково
- Ильинское
- Каменка
- Колодкино
- Коростыли
- Лыково
- Ляхово
- Мякинино (Мякинина)
- Новое
- Новоселки
- Павлеево (Павлево)
- Печенцино (Печенцыно)
- Подберезники (Подберезное)
- Субботово
- Федосьино — волостной центр
- Якшино